# Polidaktylia bazalnych czworonogów

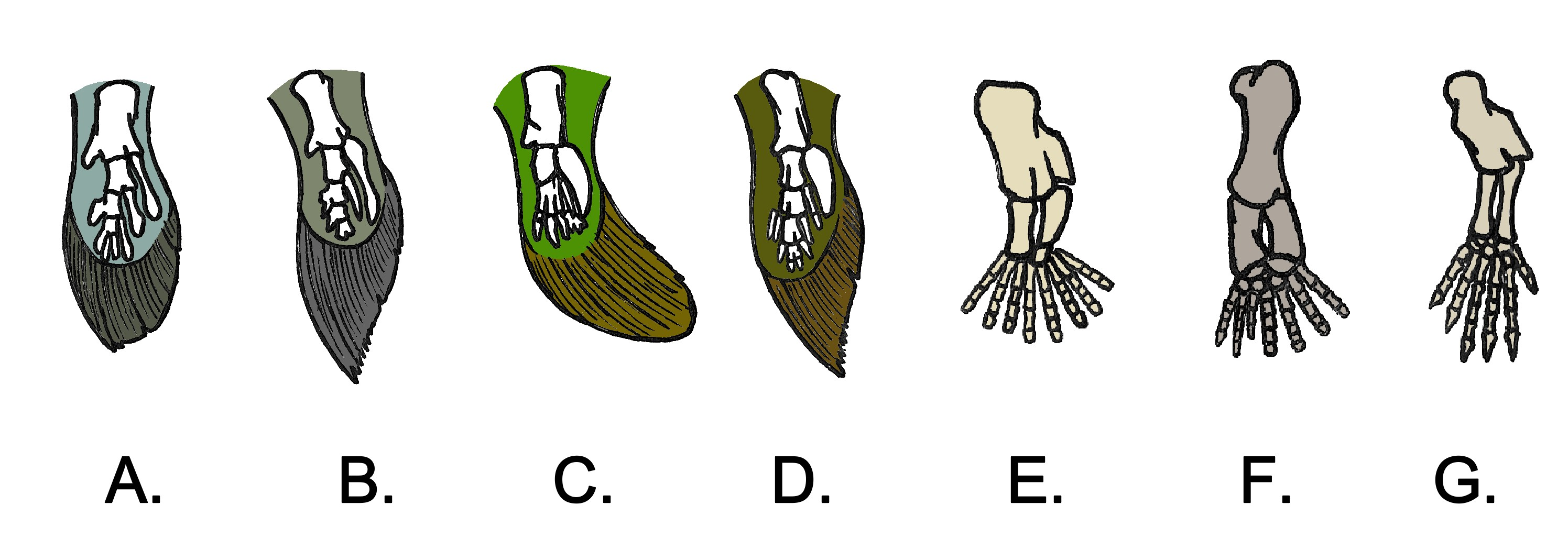
Ewolucja kończyn: A. Eusthenopteron, B. Gogonasus, C. Panderichthys, D. Tiktaalik, E. Acanthostega, F. Ichthyostega (kończyna biodrowa), G. Tulerpeton.

Polidaktylia wczesnych czworonogów – występowanie powyżej 5 palców na rękach i stopach jako stan prawidłowy u pierwszych czworonogów. U tych w znacznym stopniu wodnych stworzeń nie oznacza to polidaktylii w sensie medycznym, jako zaburzenia rozwojowego polegającego na wytworzeniu się większej niż typowa dla danego gatunku liczbie palców. Stanowi to rezultat wczesnej ewolucji kończyn, zakończonych raczej płetwami niż palcami.
Czworonogi wyewoluowały ze zwierząt posiadających płetwy, jak mięśniopłetwe. Z takiego stanu ewoluował nowy wzorzec kończyny. Jej oś uległa rotacji, osie wtórne ułożyły się wzdłuż dolnego brzegu, dzięki czemu mogła powstać zmienna liczba solidnych szkieletowych podpór dla wiosłowatych stóp. Budowa taka wynikała z utraty budujących promienie rybiej płetwy białek aktynodyny 1 i 2 bądź też modyfikacji ekspresji HOXD13.
Wcześni przedstawiciele czworonogów, jak Acanthostega, mieli po 8 palców. Bardziej zaawansowana Ichthyostega miała 7, mniej bazalny Tulerpeton dysponował sześcioma. Crassigyrinus z ubogiej w skamieniałości przerwy Romera z karbonu wczesnego, jak uważa się zazwyczaj, miał na każdej łapie po 5 palców. Antrakozaury, być może stanowiące pień drzewa rodowego czworonogów lub Reptiliomorpha, zachowały pięciopalczastą stopę, obserwowaną w dalszym ciągu u owodniowców, natomiast u innych linii labiryntodontów redukcja postępowała, prowadząc do czteropalczastej stopy kończyny barkowej przy pięciopalczastej stopie kończyny miednicznej. Wzorzec taki zachował się u współczesnych płazów. Wzrastająca wiedza o labiryntodontach z przerwy Romera doprowadziła do zmiany hipotezy podającej, że pięciopalczastość, obserwowana u większości współczesnych czworonogów, była plezjomorfią. Kiedyś uważano, że redukcja kończyn u płazów i gadów nastąpiła niezależnie. Bardziej współczesne badania sugerują jednak, że zaszła pojedyncza redukcja w obrębie pnia linii rozwojowej czworonogów. Odbyła się ona w dewonie późnym bądź karbonie wczesnym.